# Tron: Legacy 3D
Tron: Legacy je americký sci-fi film z roku 2010, který je pokračováním filmu Tron z roku 1982.

## Děj
Děj začíná v roce 1989, kdy Kevin Flynn (Jeff Bridges) ředitel obchodní společnosti ENCOM zmizí beze stopy. Následně se děj přesune o 20 let do budoucnosti, kdy se jeho syn Sam Flynn (Garrett Hedlund) a hlavní akcionář společnosti ENCOM, riskantně vloupá do ENCOMu a odcizí zdrojové kódy k novému operačnímu systému, který následně umístí na internet.
Sama ještě ten večer navštíví Alan Bradley (Bruce Boxleitner) a sdělí mu, že dostal na pager vzkaz, který přišel z Flynnovy staré herny.
Samovi to nedá a hernu navštíví a přitom náhodou narazí na tajný vchod ukrytý za herním automatem. Za nimi najde otcovu počítačovou laboratoř, kde se nachází vylepšený dematerializační přístroj, který se objevil už v prvním filmu Tron. Při snaze zjistit, co zde jeho otec dělal, spustí program, který jej přesune do Gridu.
V Gridu je odchycen hlídkou, pátrající po uprchlých programech. Následně je stejně jako ostatní uprchlíci donucen bojovat v aréně s pomocí světelných disků. Probojuje se až do finále, kde je proti němu nasazen Rinzler, program používající dva světelné disky. Sama porazí a poraní – Sam krvácí, místo toho aby se rozpadnul na se jednotlivé bity („deresoval“). Rinzler tak pozná uživatele a přeruší souboj.
Nato Sam stojí tváři v tvář Cluovi, což je program a dvojník jeho otce. Kevin Flynn jej sestrojil, aby mu pomohl vybudovat Grid. Clu Sama pošle na souboj se světelnými motorkami. Před smrtí jej zachrání Quorra (Olivia Wildeová) a doveze jej za otcem, který se skrývá v ústraní, aby Clu nezískal jeho disk, díky němuž by se mohl dostat z Gridu do reálného světa. Kevin Samovi také řekne, že Clu zabil Trona a Quorra je poslední iso („Izomorfický Algoritmus“ – program, který vznikl sám), protože ostatní vyhubil Clu. Clu navíc usiluje o opuštění Gridu. Byl to právě on, kdo poslal zprávu Alanovi, čímž chtěl nalákat Sama a dostat se tak ke Kevinovi, jehož disk potřebuje k zprovoznění portálu mezi světy.
Sam odmítne nic nedělat, Quorra mu poradí aby našel program jménem Zuse, který jej údajně dokáže dostat k portálu. Sam se proto vydá za Castorem, který vede podnik zvaný End of Line. Tam Sam zjistí, že Castor býval Zuse, Castor ho ale místo pomoci zradí Cluovým programům. Sam je nucen bojovat, v klubu se objeví Quorra, která je při potyčce zraněna. Do klubu dorazí Kevin, kterému při útěku jeden z vojáků ukradne disk. Sam a otec odnesou Quorru na Solární plachetnici, která míří k portálu. Při cestě Kevin Quorru opraví. Ta poté co se probere, řekne Samovi, že by ráda viděla východ slunce.
Solární plachetnice však skončí v jedné z bojových lodí Clu, následně je zajata Quorra. Samovi se ji však podaří zachránit. Přitom zjistí že Rinzler je původní Tron, kterého Clu reprogramoval, aby mu sloužil.
Při následné honičce v světelných stíhačkách se Rinzler podívá Kevinovi do očí a uvědomí si, co je vlastně zač. Následně trojici pomůže, ale Tron je zneškodněn a padá do Moře Simulace, kde se jeho barva změní zpět na modrou. Následně dojde k finálnímu střetu při němž Kevin zničí Clua, ovšem sám nejspíše zemře. Sam a Quorra uprchnou.
Sam si celý systém zazálohuje, Alanovi jako novému předsedovi představenstva oznámí, že přebírá řízení ECOMu a vyrazí na motorce s Quorrou vstříc východu slunce.

## Obsazení
| Garrett Hedlund     | Sam Flynn    |
| Olivia Wildeová     | Quorra       |
| Jeff Bridges        | Kevin Flynn  |
| Bruce Boxleitner    | Alan Bradley |
| James Frain         | Jarvis       |
| Michael Sheen       | Castor       |
| Beau Garrett        | Gem          |
| Brandon Jay McLaren | Sobel        |